# Campyloneurum angustipaleatum
Campyloneurum angustipaleatum là một loài thực vật có mạch trong họ Polypodiaceae. Loài này được (Alston) M. Mey. ex Lellinger miêu tả khoa học đầu tiên năm 1984.